# Monardia magnifica
Monardia magnifica är en tvåvingeart som först beskrevs av Boris Mamaev 1963.  Monardia magnifica ingår i släktet Monardia och familjen gallmyggor. Arten är reproducerande i Sverige. Inga underarter finns listade i Catalogue of Life.